# 벨린다 (가수)
벨린다(Belinda, 1989년 5월 15일 ~ )는 멕시코의 가수, 배우이다.

## 음반 목록
- Belinda (2003)
- Utopía (2006)
- Carpe Diem (2010)
- Catarsis (2013)